# Sicyos urolobus
Sicyos urolobus là một loài thực vật có hoa trong họ Cucurbitaceae. Loài này được Harms miêu tả khoa học đầu tiên năm 1933.